# Miss Namur
Miss Namur (néerlandais : Miss Namen) est un concours de beauté féminine qualificatif pour l'élection de Miss Belgique, destiné aux jeunes femmes belges.

## Lauréates notables
| Année | Nom                    | Titre national et notes                                                                          |
| ----- | ---------------------- | ------------------------------------------------------------------------------------------------ |
| 2003  | Julie Taton            |                                                                                                  |
| 2008  | Jenny Duriau           |                                                                                                  |
| 2009  | Marie-Pierre Demoutiez |                                                                                                  |
| 2010  | Pina Vitandas          |                                                                                                  |
| 2011  | Cassandre Delain       |                                                                                                  |
| 2012  | Adeline Ferard         |                                                                                                  |
| 2013  | Shérine Dandoy         | 1re dauphine de Miss Belgique 2013, Noémie Happart. 2e dauphine de Miss United Continent 2013    |
| 2014  | Pamela Jeanmart        |                                                                                                  |
| 2015  | Marine Gérard          |                                                                                                  |
| 2016  | Émilie Mauléon         | Émilie Mauléon est la fille de la première dauphine de Miss Belgique 1990, Nathalie Vanderdonckt |
| 2017  | Laurie Ledoux          |                                                                                                  |
| 2018  | Zoé Brunet             |                                                                                                  |
| 2019  | Élodie Duchesne        |                                                                                                  |
| 2020  | Blandine Frennet       |                                                                                                  |
| 2022  | Laurine Boidequin      |                                                                                                  |

## Palmarès à l’élection Miss Belgique
- Élue Miss Belgique :
  - 2003 : Julie Taton, Miss Namur 2003[1].

- Élue 1re dauphine de Miss Belgique :
  - 2013 : Shérine Dandoy, Miss Namur 2013[2].
  - 2019 : Élodie Duchesne, Miss Namur 2019[4].